# Music for Torching
Music for Torching ist ein Jazzalbum von Billie Holiday, das in zwei Sessions am 23. und 25. August 1955 für das Label Clef (später Verve Records) von Norman Granz aufgenommen und 1955 veröffentlicht wurde.

## Vorgeschichte des Albums
Nachdem ihre Karriere durch die Unterstützung durch Norman Granz wieder Tritt gefasst hatte, nahm Lady Day auf dessen Clef-Label ab 1952 eine Reihe von Alben auf, wie Solitude 1952 mit Charlie Shavers und Flip Phillips, Recitals by Billie Holiday 1953 mit Joe Newman und Paul Quinichette sowie Lady Sings the Blues 1954 mit Harry Sweets Edison. Der Swing-Trompeter wirkte auch an der Session im folgenden Jahr mit, als Granz die Band zur Aufnahme von Music for Torching with Billie Holiday zusammenstellte. Der Albumtitel bezieht sich auf die amerikanische Tradition der Torch Songs. Außerdem spielten in der Begleitband der Swing-Veteran Benny Carter als Altsaxophonist, der Pianist Jimmy Rowles, der Gitarrist Barry Galbraith, der Bassist John Simmons und am Schlagzeug Larry Bunker.
Nach Lady Days Biograph Donald Clarke ist die Zusammenstellung der Songs "eine der besten, die Lady je hatte". Auch ihre stimmliche Verfassung war relativ gut; während sie bei der Probesession am Vortag noch rau klang, hatte sie am 23. August noch Intonationsprobleme, "zwei Tage später jedoch war sie besser, noch besser. Sämtliche Aufnahmen sind phantastisch; es kommt eben sehr auf die Band an".

## Die Musik und ihre Bewertung
"Auf fünf langsame Stücke folgt ein flotteres: "Please Don't Talk About Me When I'm Gone", beschreibt Donald Clarke die Session, "Simmons' Bass ist hier besonders schön, und seine einstige Liebste bringt diesen Text mit Bravour hinter sich: sie ist beiläufig, aber sie meint es durchaus ernst. Danach folgt "It Had to Be You", wiederum mit Carter, und "Nice Work" wird wieder lebhafter. Sweets spielt ohne Dämpfer bei "I Got a Right to Sing the Blues" ("Mein armes Herz wird arg gebeutelt von einem gewissen Mann in dieser Stadt ..."). Bei "What’s New?" wechselt Rowles zur Celesta, und Carter spielt ein Solo. Auf "A Fine Romance" ist Rowles so zurückhaltend, dass er der Miles Davis des Pianos sein könnte, danach setzt die Begleitung von Carter und Edison ein: diese beiden drängen sich nie in den Vordergrund. Bei "I Hadn't Anyone till You" setzen die Hörner aus; großartig ist die Intimität dieses Songs.
In "Everything I Have is Yours" nimmt Lady einige Veränderungen vor und endet mit "Isn't This a Lovely Day?". Musik bei Kerzenschein, so die freie Übersetzung, lautet das Programm, dem sich die Tempi der Titel und die Tongebung der Solisten unterordnen. Wie durch den LP-Titel vorgegeben herrscht auf beiden LP-Seiten ein gleichmäßiges, eben balladeskes Tempo vor.
Richard Cook und Brian Morton zeichneten die Neuedition mit der zweithöchsten Bewertung aus.

## Editorische Notiz
Die ursprüngliche Veröffentlichung einzelner Titel - wie "I Don't Want to Cry Any More" und "A Ghost of a Chance" fand zunächst in Form von Singles des Clef-Labels statt, dann als 10-inch-LP (Clef MGC 669). Nachdem Clef im 1956 gegründeten Verve-Label aufging, erschien eine 10-inch-LP (Verve MGV 8026). Die spätere CD-Edition gleichen Titels enthielt auch Stücke, die in der LP-Ära auf dem Album "Velvet Mood" (Verve MGV 8096) veröffentlicht wurden.
Die vollständige Session mit den alternate takes von "A Fine Romance" und "When Your Lover Has Gone" enthält die Verve-Edition "The Complete Billie Holiday on Verve".

## Die Titel der LP

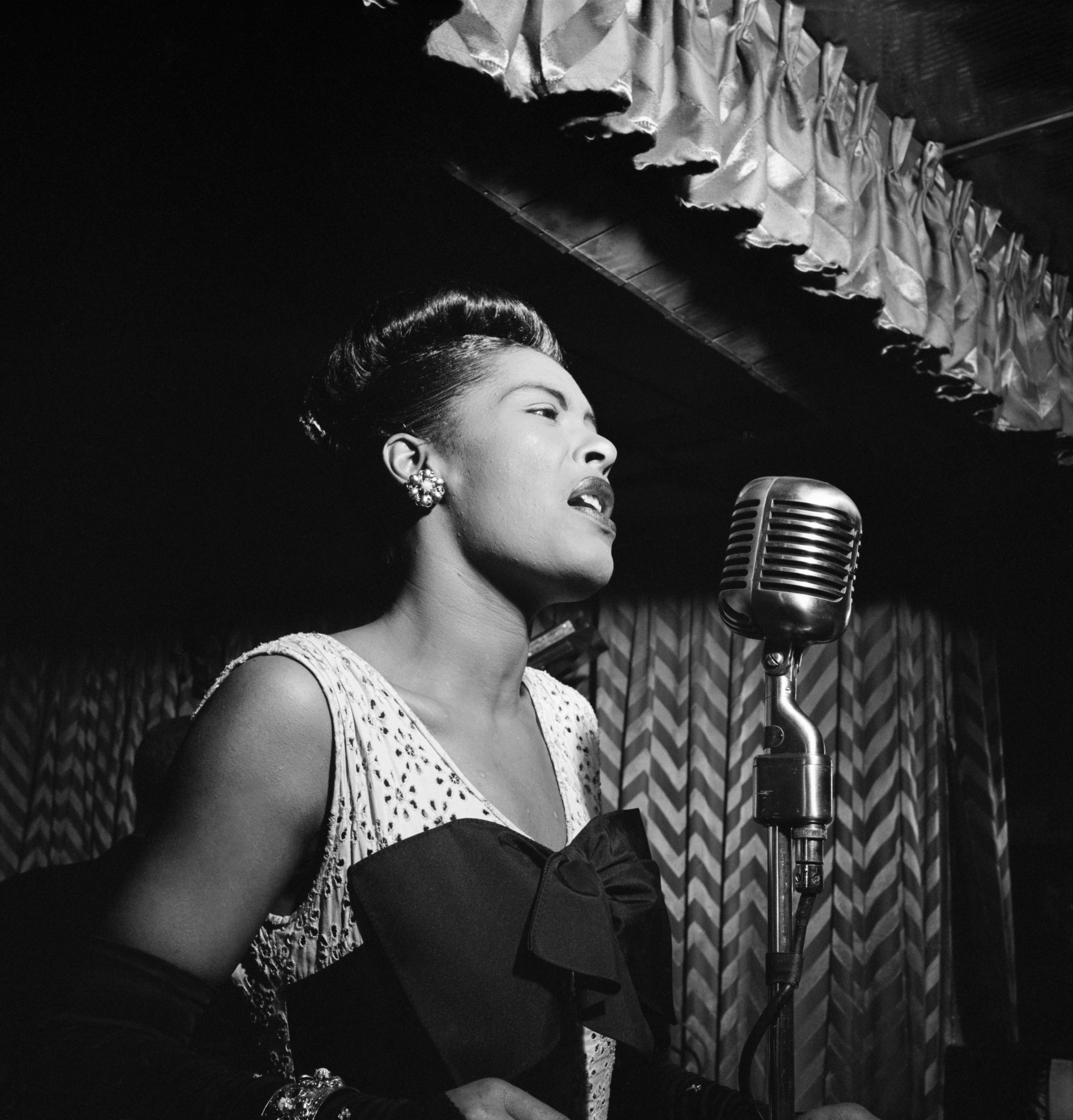
Billie Holiday 1947fotografiert von William P. Gottlieb

- Billie Holiday: Music for Torching (Clef MGC 669)

1. "It Had to Be You" – 4:03
2. "Come Rain or Come Shine" – 4:25
3. "I Get a Kick Out of You" – 5:42
4. "I Don't Want to Cry Anymore" – 3:56
5. "I Don't Stand a Ghost of a Chance with You" – 4:29
6. "A Fine Romance" – 3:34
7. "Gone with the Wind" – 3:25
8. "Isn't this a Lovely Day?" – 4:17

## Die Titel der CD-Edition
1. "I Don't Want to Cry Any More" (Schertzinger)
2. "Prelude to a Kiss" (Duke Ellington/Gordon/Mills)
3. "Ghost of a Chance" (Crosby/Ned Washington/Young)
4. "When Your Lover Has Gone" (Swan)
5. "Gone With the Wind" (Magidson/Allie Wrubel)
6. "Please Don't Talk About Me when I'm Gone" (Clare/Slept/Palmer)
7. "It Had to Be You" (Jones/Kahn)
8. "Nice Work If You Can Get It" (Gershwin)
9. "Come Rain or Come Shine" (Johnny Mercer/Arlen)
10. "I Got a Right to Sing the Blues" (Harold Arlen/Ted Koehler)
11. "What's New?" (Haggart/Burke)
12. "A Fine Romance" (Dorothy Fields/Jerome Kern)
13. "I Hadn't Anyone till You" (Noble)
14. "I Get a Kick out of You" (Porter)
15. "Everything I Have is Yours" (Burton Lane/Adamson)
16. "Isn't This a Lovely Day?" (Irving Berlin)
17. "Prelude to a Kiss" (Duke Ellington/Gordon/Mills)